# Offenbach-Kaiserlei
Kaiserlei ist ein Stadtteil der südhessischen Großstadt Offenbach am Main. Das Quartier wird geprägt von dessen überwiegend gewerblicher Nutzung und ist wichtigster Bürostandort der Stadt.
In diesem Stadtteil lebten im Juni 2020 circa 870 Menschen. Kaiserlei ist damit der Stadtteil Offenbachs, welcher die geringste Einwohnerzahl hat.

## Geographische Lage
Durch die fortschreitende Besiedlung bilden die Großstädte Offenbach am Main und Frankfurt am Main hier ein fast zusammenhängendes Siedlungsgebiet. Im Norden wird Kaiserlei durch den Main begrenzt, gegenüber liegt das Frankfurter Mainufer mit dem Stadtteil Frankfurt-Ostend sowie dem Frankfurter Osthafen, im Westen und Südwesten befindet sich Kaiserlei in direkter Nachbarschaft zum Frankfurter Stadtteil Frankfurt-Oberrad und im Süden schließt sich das Offenbacher Westend an. Östlich von Kaiserlei liegen die Offenbacher Stadtteile Offenbach-Hafen und Offenbach-Nordend. Kaiserlei liegt an der A 661 westlich und östlich der Kaiserleibrücke, die über den Main führt.
Der Autobahnanschluss Offenbach-Kaiserlei mündet in den viel befahrenen Strahlenberger Kreisel (in Offenbach allgemein Kaiserlei-Kreisel genannt), über die Berliner Straße erreicht man in wenigen Minuten die Offenbacher Innenstadt. Die Station Kaiserlei des Offenbacher City-Tunnel befindet sich unmittelbar an diesem Kreisel und bietet somit eine gute Erreichbarkeit des Quartiers.

## Geschichte

### Mittelalter
Kaiserlei ist wenigstens seit dem Frühmittelalter ein traditionelles Grenzgebiet. Hier verläuft der noch so genannte Grenzgraben. Der Graben bildet eine mehr als 1000 Jahre alte Territorialgrenze. In der Karolingerzeit schied er den mainischen vom rheinischen Gau, später die Freie Reichsstadt Frankfurt von der Grafschaft Isenburg, schließlich Preußen von Hessen. Heute ist dies die Stadtgrenze zwischen Frankfurt und Offenbach.

### Neuzeit
2004 trafen Offenbach am Main und Frankfurt am Main ein Abkommen über eine gemeinsame Erschließung von Flächen beider Kommunen, welche hier aneinandergrenzen, und ermöglichten damit eine Erweiterung des gewerblich nutzbaren Gebietes. Der revidierte Rahmenplan für das Kaiserlei-Gebiet umfasst drei Teilgebiete. Hiervon liegen die Gewerbequartiere Am Grenzgraben und Kaiserlei-Promenade auf Frankfurter Gemarkung und umfassen 23 Hektar. Der durch die B 43, die A 661 und der Bahnstrecke Frankfurt–Offenbach begrenzte neu entstehende städtebauliche Raum Neuer Kaiserlei (auch: Kaiserlei Mitte) ermöglicht auf 20 Hektar eine der wichtigen Erweiterungen der Büroflächenstandorte Offenbachs. In diesem Gebiet hat zwischenzeitlich unter anderem der Autokonzern Hyundai seine Europazentrale. Eine weitere Bebauung des Gebietes ist in Planung.

### Name
Der Name rührt von einem großen Felsen her, dem sogenannten Kaiserlei, welcher sich nahe der heutigen Kaiserleibrücke vom Frankfurter Ufer in das Flussbett des Mains schob. Zur Zeit der fränkischen Besitzname der Gegend um Offenbach im 6. Jahrhundert war dieser Mainabschnitt lediglich ein Nebenarm des Flusses, welcher als Fischgrund genutzt wurde und in zeitlicher Folge die Gewannbezeichnung Am Großen Kaiser-Fach trug, wohl weil nach fränkischem Recht Straßen und Flüsse dem Kaiser zugeordnet waren. Fach kam insoweit die Bedeutung Abschnitt zu. Die Lei (auch Ley oder Lay) ist ein keltischer Ausdruck für Felsen oder Stein (siehe auch Loreley sowie Ley), demnach bedeutet Kaiserlei so viel wie Kaiserfelsen.
Im Jahr 1852 wurde der Fels gesprengt, um die Fahrrinne für Mainschiffe zu verbreitern. 1873 wurden weite Teile der Felsplatte aus dem Fluss gebaggert. Mit der Kanalisierung des Mains flussaufwärts über Frankfurt hinaus nach Offenbach wurde die Fahrrinne 1901 auf die heutigen Abmessungen verbreitert.

## Wirtschaft und Infrastruktur

### Bebauung

#### Gebäude und Bauwerke

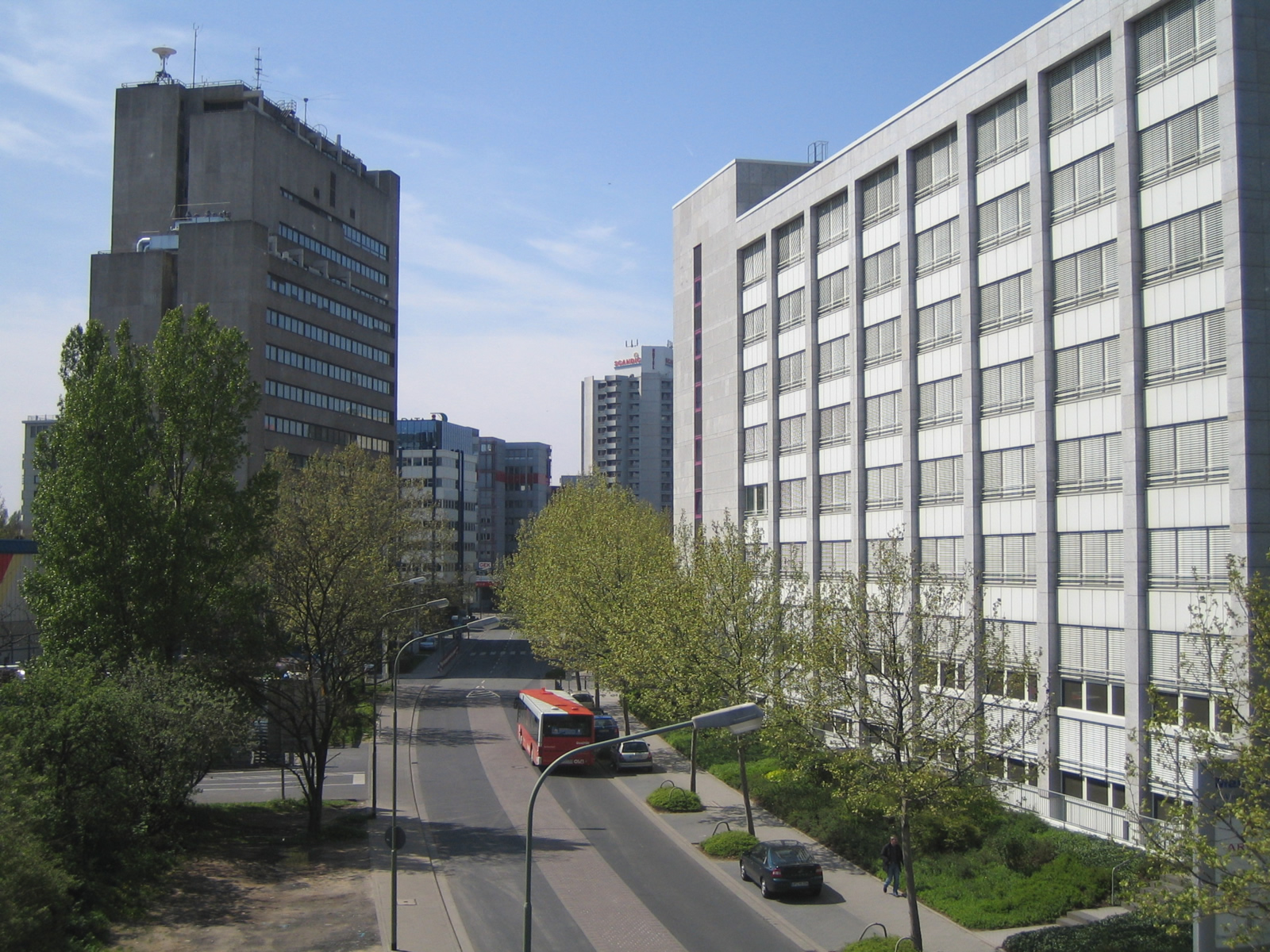
Blick in die Kaiserleistraße in westliche Richtung. Links das ehemalige Gebäude des Deutschen Wetterdienstes, rechts ein Gebäude der Areva GmbH

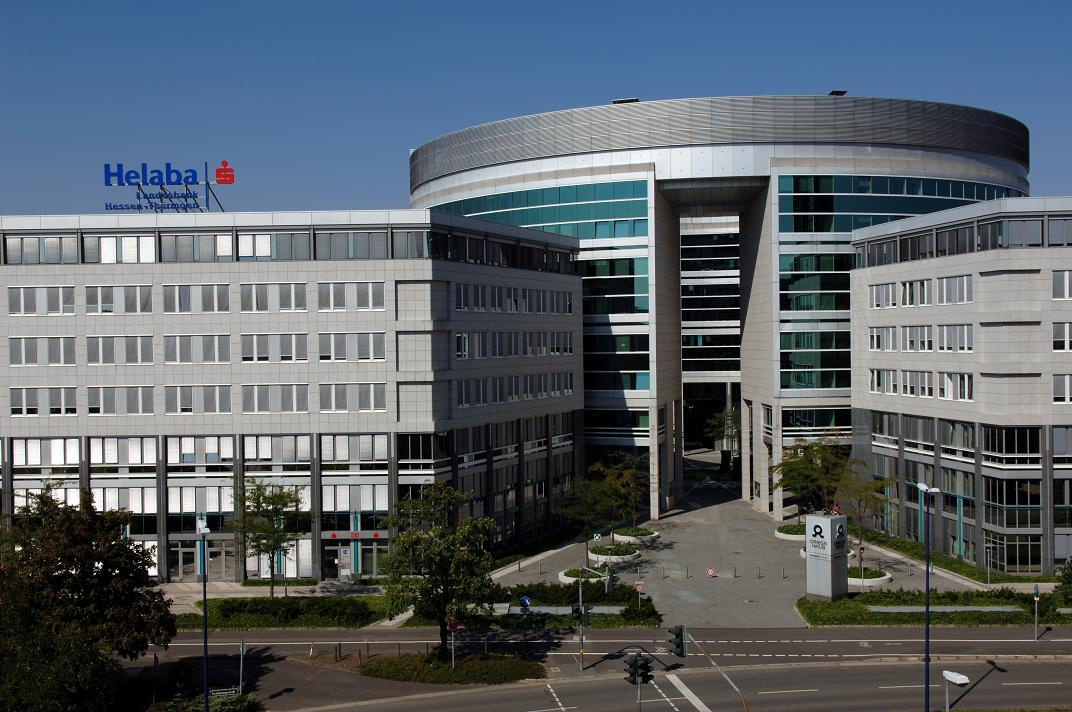
Blick auf das Omega Haus

Kaiserlei ist in dessen Bebauung vorrangig durch die angesiedelten Finanz- und Dienstleistungsbetriebe geprägt. Das Erscheinungsbild bestimmen zweckmäßige Büro- und Gewerbebauten im Stile der 1970er und 1980er Jahre. Mit Beginn des 21. Jahrhunderts werden zunehmend Gebäude errichtet, die sich an den Stil der Postmoderne anlehnen. Beispielhaft seien hier das Omega Haus sowie das AlphaHaus angeführt. Bestehende Planungen sehen eine ähnliche Bebauung für das Areal Neuer Kaiserlei vor.
Es gibt kaum Wohngebäude in diesem Stadtteil. Die Zahl der Wohnungen lag im Juni 2014 bei 1.060. Neue Wohnungen können in Kaiserlei aufgrund Siedlungsbeschränkungen nicht mehr errichtet werden.
Der Nutzung des Quartiers entsprechend kann Kaiserlei mit drei Gebäuden innerhalb der Top Ten der zehn höchsten Häuser Offenbachs aufwarten (Stand: Dezember 2015): Neben den beiden ehemaligen Siemens-Gebäuden an der Berliner Straße mit 75 Meter und 60 Meter zählt das ehemalige Golden Tulip Hotel mit 66 Metern ebenfalls hierzu.
Als besondere Bauwerke in Kaiserlei sind die Kaiserleibrücke und die Staustufe Offenbach hervorzuheben, welche beide als Industriedenkmale gelten.

#### Beschränkungen durch Fluglärm
Kaiserlei ist von Fluglärm besonders betroffen. Offenbach insgesamt gilt als Kommune mit der höchsten Tagbelastung durch die Flugbewegungen rund um den Flughafen Frankfurt Main. Infolgedessen unterfällt das Quartier dem Gesetz zum Schutz gegen Fluglärm, woraus Siedlungsbeschränkungen resultieren. Krankenhäuser, Alten- und Erholungsheime dürfen in Kaiserlei ebenso wie Schulen, Kindergärten und ähnliche in gleichem Maße schutzbedürftige Einrichtungen nicht errichtet werden. Gleiches gilt für das Ausweisen neuer Wohngebiete, die bislang nicht als Baufläche markiert waren.

### Verkehr
Wegen einer Vielzahl von Verkehrsmöglichkeiten gilt Kaiserlei als verkehrsgünstig gelegen. Insbesondere die Autobahnanbindung mit schneller Erreichbarkeit des Frankfurter Kreuzes und dem Flughafen Frankfurt Main (dieser auch mit S-Bahn binnen 20 Minuten) wird als Standortvorteil gesehen.

#### Straßenverkehr

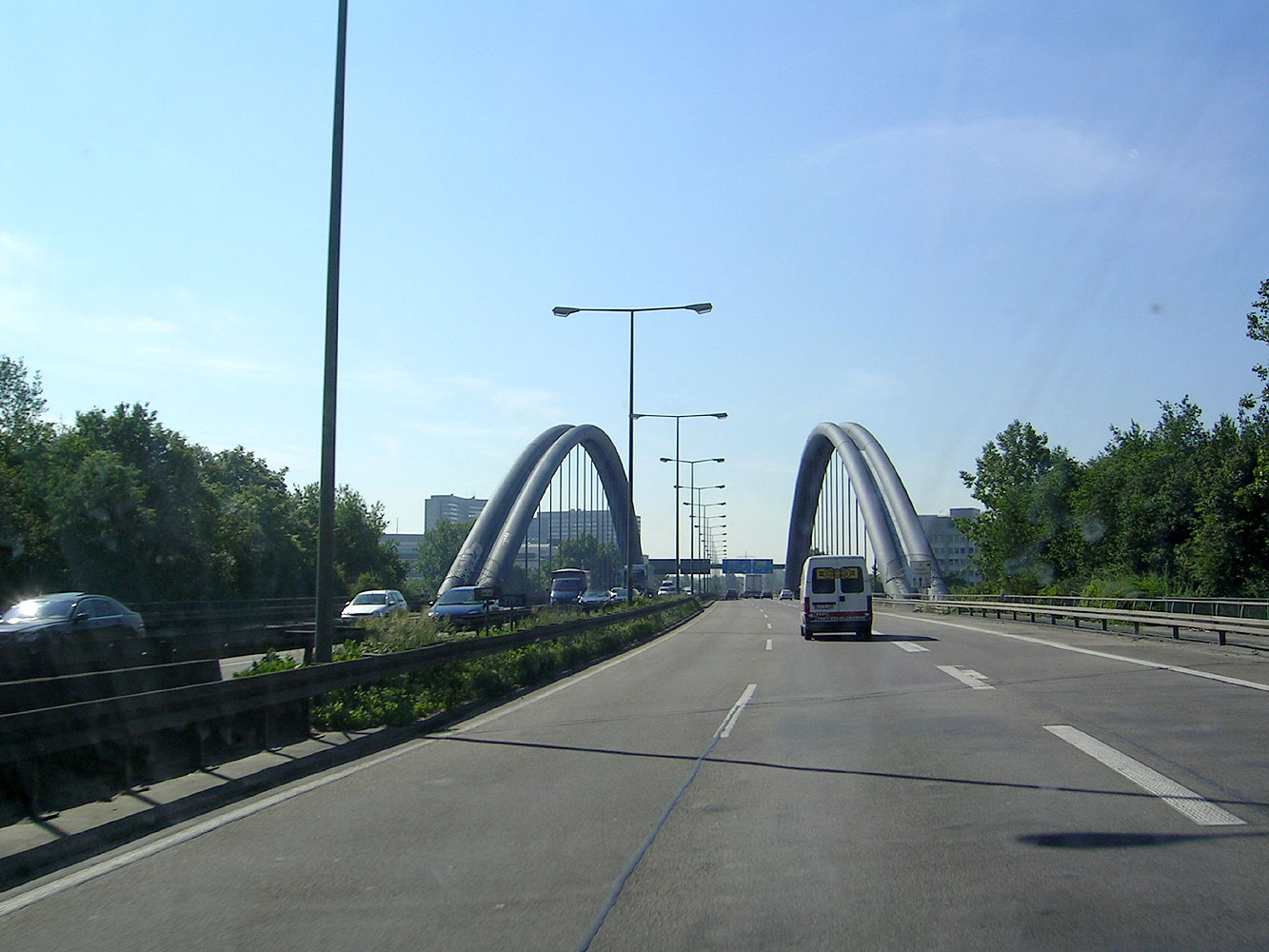
Kaiserleibrücke in Fahrtrichtung Kaiserlei

Kaiserlei wird in Nord-Süd-Richtung von der Bundesautobahn 661 gequert, die nach Süden über die am 18. Dezember 1964 eröffnete Kaiserleibrücke führt, und über den Autobahnanschluss Offenbach-Kaiserlei an das Fernstraßennetz angebunden. Ferner führt die Bundesstraße 43 in Ost-West-Richtung durch das Quartiergebiet.
Die Unterfahrung der Bundesautobahn 661 durch die Bundesstraße 43 sowie der Autobahnanschluss erfolgten bis Dezember 2022 über den Strahlenberger Kreisel. Die Leistungsfähigkeit des Kreisels war allerdings an ihre Grenzen gestoßen. Rund 65.000 Autos passierten den Kreisel je Tag (Stand: September 2013). Bis 2020 wurde – unter anderem durch die verkehrstechnische Anbindung des Neubaus der Europäischen Zentralbank – eine Steigerung auf 79.000 Kraftfahrzeuge prognostiziert. Der Umbau des Kreisels sollte im Laufenden Betrieb passieren. Ursprünglich war dafür ein Start im Jahr 2014 geplant, der sich dann auf 2016 verschob. Im Februar 2017 begannen dann die Bauarbeiten, die bis 2020 abgeschlossen sein sollten. Aufgrund von Altlasten im Erdreich wurde mit einer Fertigstellung nicht vor Herbst 2021 gerechnet. Zu den Altlasten zählten nicht nur tief in den Untergrund getriebene Betonpfähle, sondern auch eine alte, 300 Meter lange, asbestummantelte Dampfleitung, die aufwändig entsorgt werden mussten. Dazu kamen Bomben und Kampfreste des Zweiten Weltkrieges. Im Februar 2022 wurden die Gesamtkosten von Planungsdezernent Paul-Gerhard Weiß (FDP) auf 60 Millionen Euro beziffert. Bei Baubeginn 2017 war man noch von 37 Millionen Euro ausgegangen.

#### Schienenverkehr

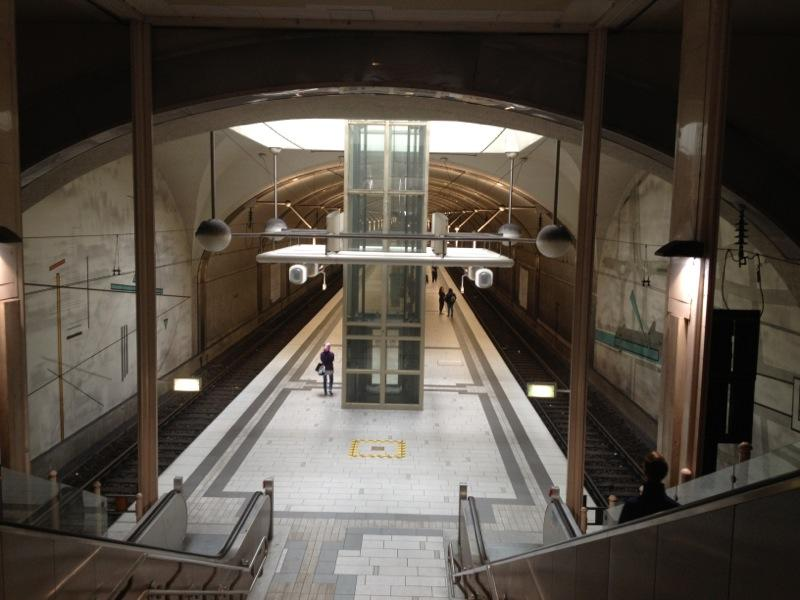
Abgang zur S-Bahn-Station Offenbach-Kaiserlei

Durch Kaiserlei verläuft die Bahnstrecke Frankfurt Schlachthof–Hanau, an der sich der unterirdische zweigleisige S-Bahnhof Offenbach-Kaiserlei befindet. Hier verkehren alle Linien, die den östlichen Bereich der S-Bahn Rhein-Main bedienen (S1, S2, S8 und S9). Der Halt liegt im City-Tunnel Offenbach. Da die Station auf der Tarifgrenze zwischen Frankfurt und Offenbach liegt, wird diese vornehmlich von Pendlern genutzt, welche ihre Fahrt hier beginnen oder enden lassen.
| Linie | Verlauf | Takt                                                                                     |
| ----- | --- | ---------------------------------------------------------------------------------------- |
| S1    | Wiesbaden Hbf – Wiesbaden Ost – Mainz-Kastel – Hochheim (Main) – Flörsheim (Main) – Eddersheim – Hattersheim (Main) – Frankfurt-Sindlingen – Frankfurt-Höchst Farbwerke – Frankfurt-Höchst – Frankfurt-Nied – Frankfurt-Griesheim – Frankfurt (Main) Hbf tief – Frankfurt (Main) Taunusanlage – Frankfurt (Main) Hauptwache – Frankfurt (Main) Konstablerwache – Frankfurt (Main) Ostendstraße – Frankfurt (Main) Mühlberg – Offenbach-Kaiserlei – Offenbach Ledermuseum – Offenbach Marktplatz – Offenbach (Main) Ost – Offenbach-Bieber – Offenbach-Waldhof – Obertshausen – Rodgau-Weiskirchen – Rodgau-Hainhausen – Rodgau-Jügesheim – Rodgau-Dudenhofen – Rodgau-Nieder-Roden – Rodgau-Rollwald – Rödermark-Ober Roden                  | 30 min 15 min (Hochheim–Rödermark zur HVZ und Flörsheim–Offenbach Ost werktags tagsüber) |
| S2    | Niedernhausen (Taunus) – Niederjosbach – Bremthal – Eppstein – Lorsbach – Hofheim (Taunus) – Kriftel – Frankfurt-Zeilsheim – Frankfurt-Höchst Farbwerke – Frankfurt-Höchst – Frankfurt-Nied – Frankfurt-Griesheim – Frankfurt (Main) Hbf tief – Frankfurt (Main) Taunusanlage – Frankfurt (Main) Hauptwache – Frankfurt (Main) Konstablerwache – Frankfurt (Main) Ostendstraße – Frankfurt (Main) Mühlberg – Offenbach-Kaiserlei – Offenbach Ledermuseum – Offenbach Marktplatz – Offenbach (Main) Ost – Offenbach-Bieber – Heusenstamm – Dietzenbach-Steinberg – Dietzenbach Mitte – Dietzenbach Bhf | 30 min 15 min (zur HVZ)                                                                  |
| S8    | Wiesbaden Hbf – Wiesbaden Ost – Mainz Nord – Mainz Hbf – Mainz Römisches Theater – Mainz-Gustavsburg – Mainz-Bischofsheim – Rüsselsheim Opelwerk – Rüsselsheim – Raunheim – Kelsterbach – Frankfurt am Main Flughafen Regionalbahnhof – Frankfurt (Main) Gateway Gardens – Frankfurt am Main Stadion – Frankfurt-Niederrad – (Frankfurt (Main) Hbf /) (nur HVZ) Frankfurt (Main) Hbf tief – Frankfurt (Main) Taunusanlage – Frankfurt (Main) Hauptwache – Frankfurt (Main) Konstablerwache – Frankfurt (Main) Ostendstraße – Frankfurt (Main) Mühlberg – Offenbach-Kaiserlei – Offenbach Ledermuseum – Offenbach Marktplatz – Offenbach (Main) Ost (– Mühlheim (Main) – Mühlheim (Main) Dietesheim – Steinheim (Main) – Hanau Hbf) (nur HVZ) | 30 min                                                                                   |
| S9    | Wiesbaden Hbf – Wiesbaden Ost – Mainz-Kastel – Mainz-Bischofsheim – Rüsselsheim Opelwerk – Rüsselsheim – Raunheim – Kelsterbach – Frankfurt am Main Flughafen Regionalbahnhof – Frankfurt (Main) Gateway Gardens – Frankfurt am Main Stadion – Frankfurt-Niederrad – Frankfurt (Main) Hbf tief – Frankfurt (Main) Taunusanlage – Frankfurt (Main) Hauptwache – Frankfurt (Main) Konstablerwache – Frankfurt (Main) Ostendstraße – Frankfurt (Main) Mühlberg – Offenbach-Kaiserlei – Offenbach Ledermuseum – Offenbach Marktplatz – Offenbach (Main) Ost – Mühlheim (Main) – Mühlheim (Main) Dietesheim – Steinheim (Main) – Hanau Hbf | 30 min                                                                                   |

#### Busverkehr
Oberirdisch besteht Anschluss zu mehreren Stadtbuslinien der Offenbacher Verkehrs-Betriebe GmbH (kurz: OVB) sowie von der Frankfurter Nachtbuslinie n61 bedient.
Folgende Stadtbuslinien bedienen die Haltestelle:
- Frankfurt Prüfling –  Frankfurt Bornheim Mitte –  Frankfurt Eissporthalle/Festplatz –  Kaiserlei Westseite – August-Bebel-Ring – Rathaus –  Marktplatz – Lindenfeld –  Offenbach-Ost – Eibenweg
- Kaiserlei Westseite – Nordring – Hafen – Theater/Messehallen – Rathaus –  Marktplatz – Hauptbahnhof – Klinikum Offenbach – Lauterborn – Eberhard-von-Rochow-Straße
- Rosenhöhe – Lauterborn – Ring-Center – Friedrichsring –  Marktplatz – Rathaus – Theater/Messehallen – Nordend –  Kaiserlei Westseite
- Kaiserlei Westseite – Buchrainweg – Lauterborn – Theodor-Heuss-Schule –  Offenbach-Ost – Bürgel – Ernst-Reuter-Schule (– Biebernseeweg)
- Kaiserlei Ostseite – August-Bebel-Ring –  – Rathaus – Marktplatz – Wilhelmsplatz – Friedrichsring –  Offenbach-Ost – Bürgel

#### Fahrradverleih
In Zusammenarbeit zwischen dem Nahverkehr in Offenbach am Main (kurz: NiO) und der Stadt Offenbach wurde im März 2008 ein Fahrradverleihsystem mit zunächst 50 Rädern installiert. Betreiber des öffentlichen Fahrradverleihsystems war Nextbike. Seit Sommer 2016 wird der Dienst von Deutsche Bahn Connect unter dem Namen „Call a Bike“ mit insgesamt 78 Mieträdern betrieben.
Die Verleihstationen in Kaiserlei sind an der S-Bahn-Station.

#### Radfernwege
Am Mainufer verlaufen in Kaiserlei mehrere Radwanderwege:
- der Hessische Radfernweg R3 (Rhein-Main-Kinzig-Radweg) führt unter dem Motto Auf den Spuren des Spätlesereiters entlang von Rhein, Main und Kinzig über Fulda nach Tann in der Rhön
- der Main-Radweg führt von den Quellen des Weißen und Roten Mains bis nach Mainz zur Mündung in den Rhein
- die D-Route 5 (Saar-Mosel-Main) von Saarbrücken über Trier, Koblenz, Mainz, Frankfurt am Main, Würzburg und Bayreuth bis zur tschechischen Grenze (1021 km)
- die EuroVelo Route EV4 von Roscoff in Frankreich nach Kiew in der Ukraine (4.000 km).

Die Regionalschleife Stadt und Landkreis Offenbach der Hessischen Apfelwein- und Obstwiesenroute unter dem Motto Gastronomiebetriebe, Keltereien und Wochenmarkt führt ebenso durch Kaiserlei.

#### Binnenschifffahrt

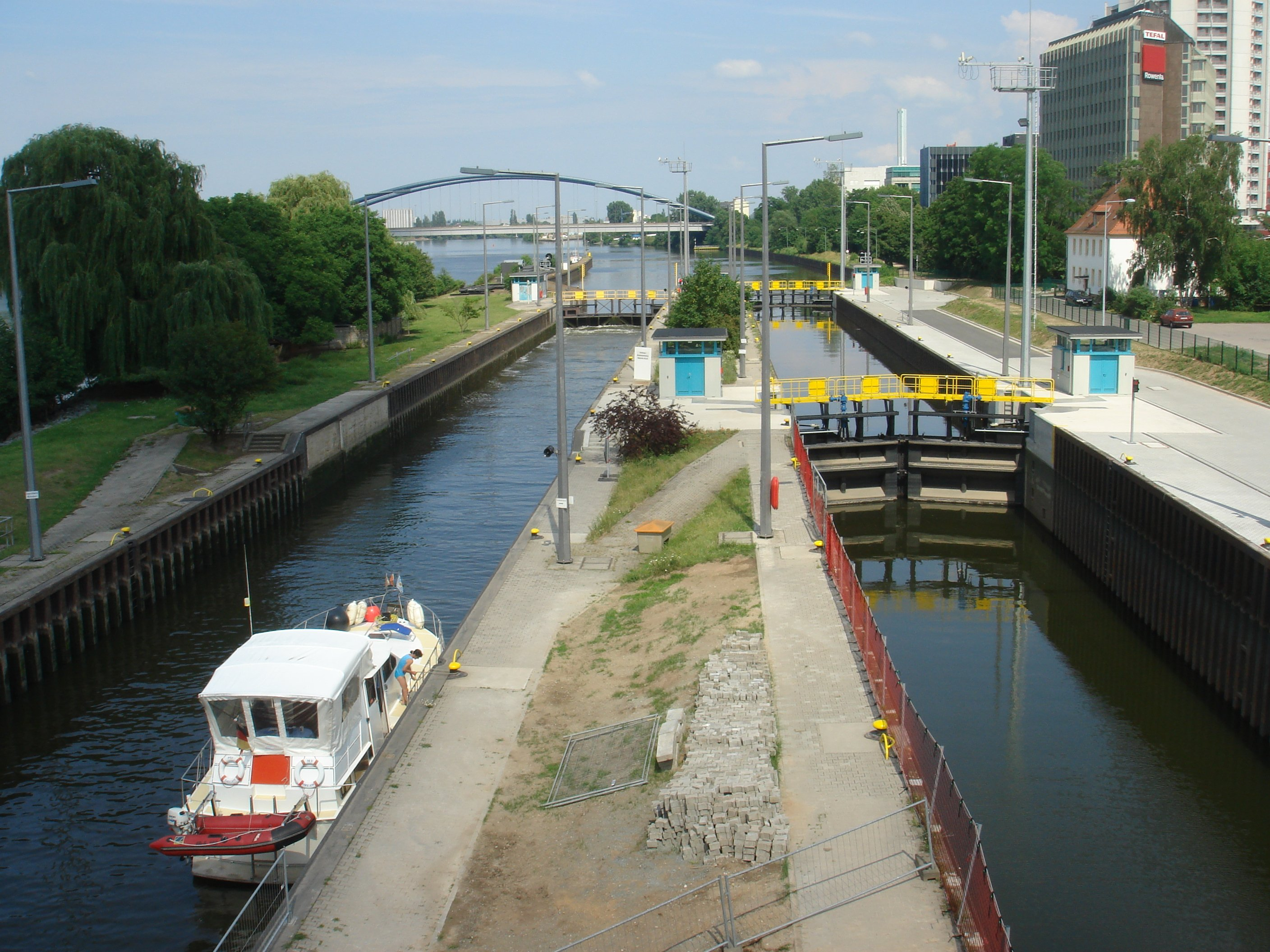
Schleuse Offenbach mit Blick auf Kaiserlei

Kaiserlei grenzt an seiner Nordseite an den Main. Dieser ist über den Rhein mit den Industrieregionen in Nordrhein-Westfalen, den Niederlanden und am Oberrhein sowie über den Main-Donau-Kanal mit dem südöstlichen Mitteleuropa verbunden, weshalb hier reger Schiffsverkehr zu beobachten ist.
Die Staustufe Offenbach bei Mainkilometer 38,51 ist eine Staustufe mit Schleuse. Sie liegt in Kaiserlei an der Stadtgrenze zu Frankfurt.

### Wirtschaftsstruktur
In Kaiserlei haben viele Unternehmen ihren Sitz oder eine Niederlassung. Beispielhaft seien folgende erwähnt:
- Areva (Verwaltungssitz, bis Juni 2016)[28]
- Creditplus Bank (Zentrale Absatzfinanzierung/Händlereinkaufsfinanzierung)
- Elektrolux (Musiklabel)
- Finanz Informatik Technologie Service GmbH & Co. KG
- Honeywell Deutschland (Verwaltungssitz)
- Hyundai Motor Deutschland GmbH seit Oktober 2013[29]
- Hyundai Motor Company (Europazentrale)
- Keller Grundbau GmbH (Deutschlandzentrale)
- Kumho Tire (Europäischer Verwaltungssitz)
- Landesbank Hessen-Thüringen (IT, Verwaltung etc.)
- McDonald’s Job & Karriere Center
- Pluradent AG & Co KG (Zentrale)
- Siemens Power Generation (Verwaltungssitz)
- VDE-Verlag GmbH (Zentrale Zeitschriftenverlag und Lektorat)

Auch der Deutsche Wetterdienst hatte hier bis zur Errichtung des Neubaus seinen Sitz.

## Kultur und Sehenswürdigkeiten

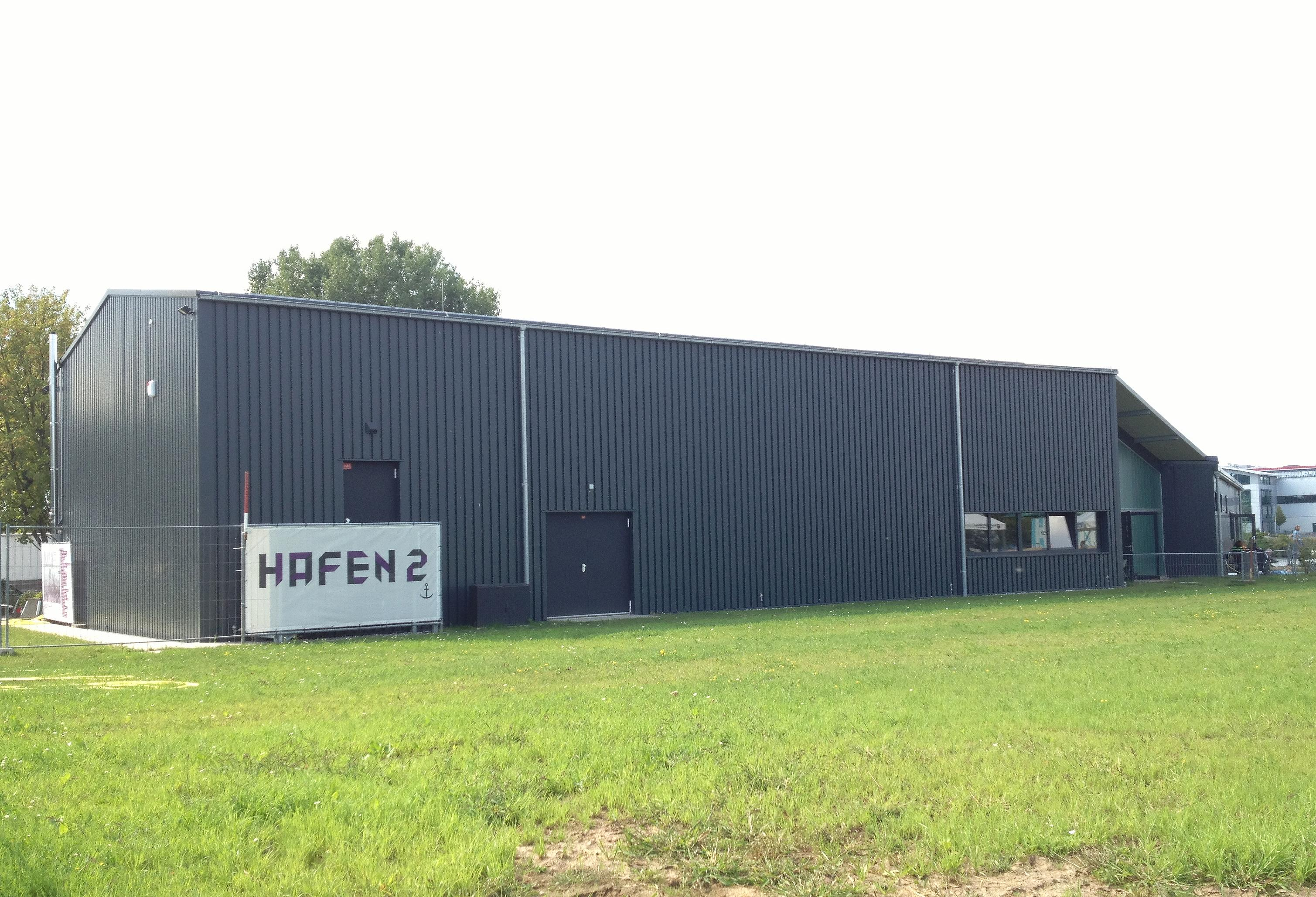
Hafen 2 in der Neubauphase

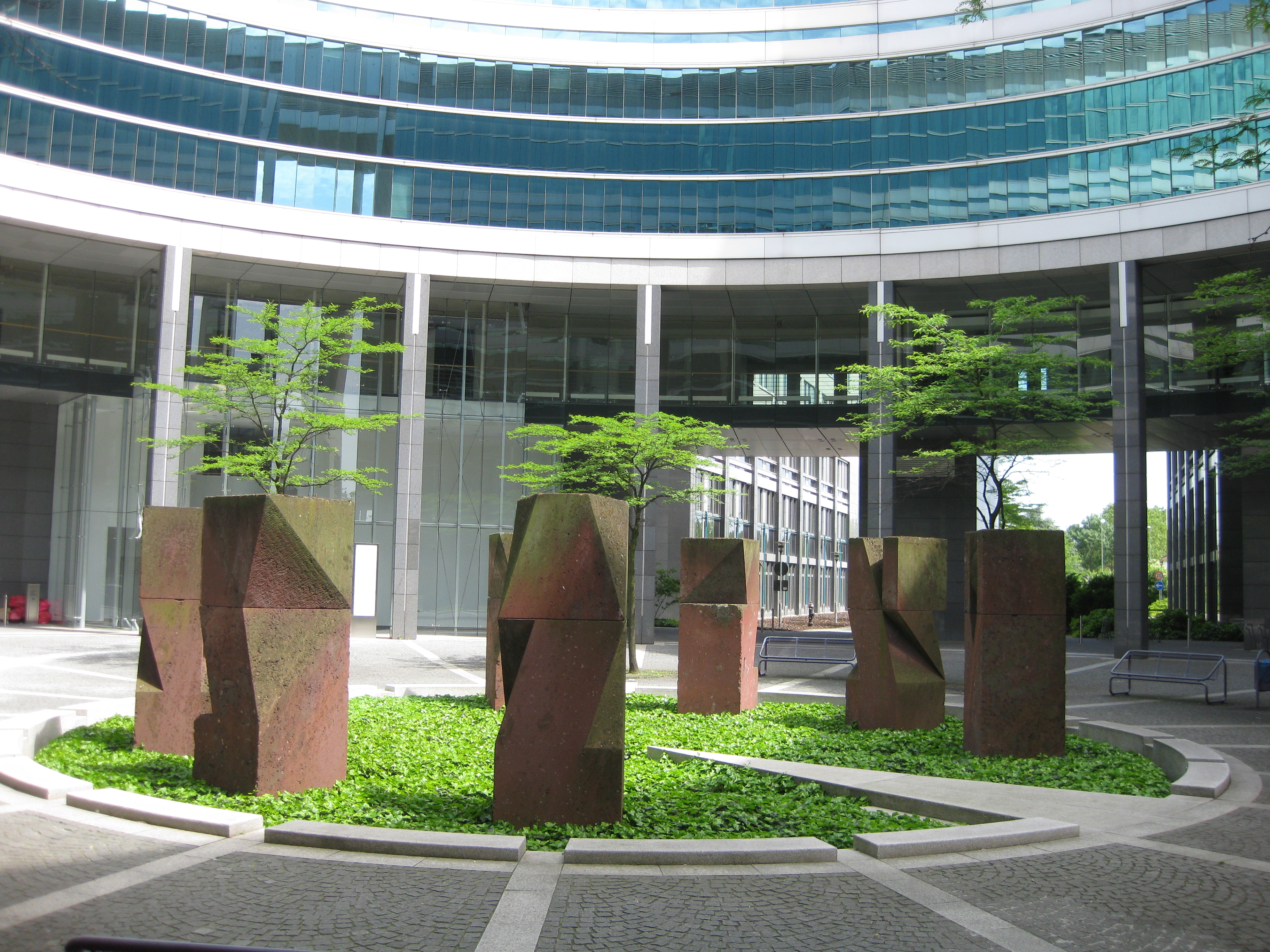
Skulpturengruppe im Atrium des Omega Hauses

In Kaiserlei ansässig ist der Club Robert Johnson, welcher zu den angesagtesten House- und Technoclubs Europas gehört und dem nachgesagt wird, er sei der coolste Club Deutschlands.
Im Kulturzentrum Hafen 2 findet sich regelmäßig ein vielfältiges Angebot an Konzerten, Filmvorführungen, Lesungen und Ausstellungen. Im Sommer finden viele der Veranstaltungen auf dem unmittelbar am Main gelegenen Außengelände statt.
Die Route der Industriekultur Rhein-Main verläuft mit der Route der Industriekultur Rhein-Main Offenbach am Main als Teilstrecke durch Kaiserlei. Dort liegen die Denkmäler der Industriegeschichte Kaiserleibrücke sowie die Staustufe Offenbach. Weiter befindet sich hier das ebenfalls zur Route gehörige Gelände der ehemaligen Teerfabrik Lang, welches sich in Sanierung befindet.
Im Stadtteil finden sich zwei Kunstwerke im öffentlichen Raum:
Die Skulptur Durchdringung von Bernd Rosenheim aus dem Jahr 1973, ursprünglich vor einem Komplex der Kraftwerk Union ebenfalls in Kaiserlei positioniert, steht heute vor dem Gebäude der Siemens AG Power Generation. In der Entstehungszeit der Skulptur plante die Kraftwerk Union atomare Anlagen. Das löste in Offenbach Protestaktionen aus, da man die Skulptur mit ionisierender Strahlung und einem Reaktorkern in Verbindung brachte.
Das Atrium des Omega Hauses ziert eine aus Michelnauer Tuff gefertigte Skulpturengruppe eines unbekannten Künstlers.
Im Kaiserlei finden regelmäßig Graffiti-Events des Projektes Livingwalls statt.
2007 eröffnete hier das erste und zwischenzeitlich wieder geschlossene Offenbacher Laufhaus.
Der finnische Musiker und DJ Klas Lindblad veröffentlichte unter seinem Künstlernamen Sasse ein Stück unter dem Namen Kaiserlei kreuzt.